# Leporillus apicalis
Leporillus apicalis és una espècie possiblement extinta de rosegador, originària de l'interior del sud d'Austràlia. Feia el niu acumulant grans piles de palets. El niu podia mesurar fins a tres metres de llargada i un d'alçada. Era un animal manso que a vegades s'enfilava a les taules per agafar-ne sucre. La gent també se'n menjava. L'última captura de L. apicalis fou enregistrada en pel·lícula el 18 de juliol del 1933, quan es calà foc als nius. Els espècimens corresponents es troben al Museu d'Austràlia Meridional. És possible que L. apicalis entrés en declivi a causa de la competència del bestiar boví i oví. Podria ser que un animal observat en una cova d'Austràlia Occidental l'any 1970 fos un exemplar de L. apicalis.

## Estat de conservació
A la seva edició del 2008 de la Llista Vermella, la Unió Internacional per a la Conservació de la Natura (UICN) canvià l'estat de conservació de L. apicalis d'extint a en perill crític/possiblement extint, a causa de la possibilitat molt remota que encara sobrevisqui una població molt petita d'aquesta espècie en zones remotes de l'interior d'Austràlia que encara no han estat investigades.